# Waldemar Victorino
Waldemar Victorino Barreto (Montevideo, 22 de mayo de 1952-Montevideo, 29 de agosto de 2023) fue un futbolista uruguayo que jugaba como centrodelantero. Con el Club Nacional de Football fue campeón de la Copa Libertadores 1980 y de la Copa Intercontinental 1980. Con la selección uruguaya obtuvo la Copa de Oro de Campeones Mundiales en 1980. Marcó el gol decisivo en las finales de los tres torneos y fue goleador de la Libertadores 1980. También con Nacional obtuvo el Campeonato Uruguayo de Primera División 1980, torneo del que fue goleador. En 1987 fue goleador de la Serie A de Ecuador.

## Trayectoria
Inició su carrera en el Club Atlético Cerro en 1969, para jugar después en Progreso (1974), River Plate (1975-1978), Nacional (1979-1980) y Cagliari en 1982. 
En 1986 jugó en el Club Audaz Octubrino, de Machala, en Ecuador. 
Jugó como delantero en Colombia, Italia, Argentina, Ecuador, Venezuela y Perú, donde culminó su carrera en el Defensor Lima en 1989.

## Muerte
Murió a los 71 años. Se encontraba internado en grave estado debido a un intento de suicidio con un arma de fuego que le provocó muerte cerebral.
El 3 de septiembre de 2023, fueron esparcidas sus cenizas en el arco de la tribuna Abdón Porte en la previa al encuentro frente a Plaza Colonia por el Torneo Clausura.

## Clubes

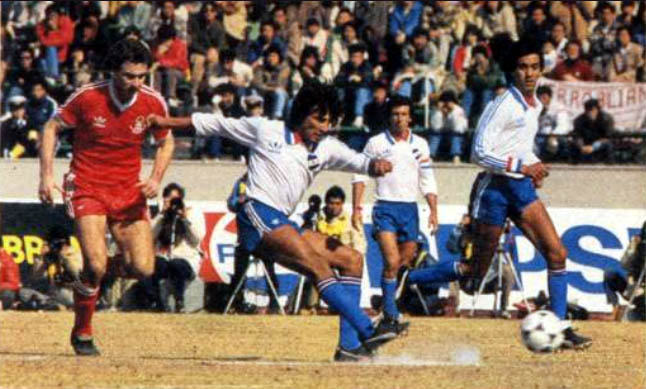
Victorino durante el encuentro frente al Nottingham Forest por la Copa Intercontinental 1980 en Tokio.

| Club               | País      | Año       |
| ------------------ | --------- | --------- |
| Cerro              | Uruguay   | 1969-1970 |
| Progreso           | Uruguay   | 1974      |
| River Plate        | Uruguay   | 1975-1978 |
| Nacional           | Uruguay   | 1979-1981 |
| Deportivo Cali     | Colombia  | 1981      |
| Nacional           | Uruguay   | 1982      |
| Cagliari           | Italia    | 1982-1983 |
| Newell's Old Boys  | Argentina | 1984-1985 |
| Colón              | Argentina | 1985-1986 |
| Audaz Octubrino    | Ecuador   | 1986      |
| Liga de Portoviejo | Ecuador   | 1987      |
| América de Quito   | Ecuador   | 1988      |
| Sport Boys         | Perú      | 1988      |
| Defensor Lima      | Perú      | 1989      |

## Palmarés

### Campeonatos nacionales
| Título                 | Club          | País    | Año  |
| ---------------------- | ------------- | ------- | ---- |
| Campeonato Uruguayo    | Nacional      | Uruguay | 1980 |
| Torneo Plácido Galindo | Defensor Lima | Perú    | 1989 |

### Copas internacionales
| Título                | Club                 | País                 | Año  |
| --------------------- | -------------------- | -------------------- | ---- |
| Copa Libertadores     | Nacional             | Uruguay              | 1980 |
| Copa Intercontinental | Nacional             | Japón                | 1980 |
| Copa de Oro           | Selección de Uruguay | Selección de Uruguay | 1980 |

### Distinciones individuales
| Distinción                                                      | Año  |
| --------------------------------------------------------------- | ---- |
| Máximo goleador del Campeonato Uruguayo (19 goles)              | 1979 |
| Máximo goleador de la Copa Libertadores (6 goles)               | 1980 |
| Máximo goleador del Mundialito (3 goles)                        | 1980 |
| Mejor jugador de la final de la Copa Intercontinental           | 1980 |
| Máximo goleador de la final de la Copa Intercontinental (1 gol) | 1980 |
| Máximo goleador de la Serie A de Ecuador (23 goles)             | 1987 |